# Curtara trigona
Curtara trigona är en insektsart som beskrevs av Delong och Wolda 1984. Curtara trigona ingår i släktet Curtara och familjen dvärgstritar. Inga underarter finns listade i Catalogue of Life.